# Mathematische Annalen
Mathematische Annalen（邦訳誌名『数学年報』、略記はMath. Ann. あるいは以前に使用されたMath. Annal.）はアルフレッド・クレブシュ並びにカール・ノイマンによって、1868年に創刊されたドイツ語の数学分野の科学学術雑誌。
vol.1–80 (1869–1919)までは トイブナー社から発行された。1920年からは、 シュプリンガー社から発行されている。後任の編著者の中には、フェリックス・クライン、ダフィット・ヒルベルト、オットー・ブルーメンタール、エーリッヒ・ヘッケ、ハインリヒ・ベーンケ、ハンス・グラウエルト、ハインツ・バウアー、ヘルベルト・アマン、ジャン・ピエール・ブルギニョン、ウルフギャング・ラック、ナイジェル・ヒッチンらがいる。